# Jacqueline Auriol
Jacqueline Auriol (Challans, 5 de novembro de 1917 — Paris, 11 de fevereiro de 2000) foi uma piloto de testes de aviões francesa.
Em 1951, aos 34 anos, ela se transformou na primeira mulher a trabalhar como piloto de provas. Dois anos depois, no comando do caça Mystère II, Jacqueline rompeu a barreira do som. Durante vinte anos como piloto profissional, ela não parou de bater recordes de velocidade, o que lhe rendeu a fama de a mulher mais rápida do mundo. Um deles foi alcançar a velocidade de 2 038 quilômetros por hora a bordo de um caça Mirage, em 1963. Morreu aos 82 anos, de causas não reveladas, em Paris, França.

## Biografia[1][2]
Nascida em Challans, Vendée, filha de um rico construtor naval, ela se formou na Universidade de Nantes e depois estudou arte na École du Louvre em Paris. Em 1938, ela se casou com Paul Auriol, filho de Vincent Auriol (que mais tarde se tornaria presidente da França). Durante a Segunda Guerra Mundial, Jacqueline Auriol trabalhou contra a ocupação alemã da França ajudando a Resistência Francesa.
Ela começou a voar em 1946, obteve sua licença de piloto em 1948 e se tornou uma voadora dublê e piloto de testes. Jacqueline ficou gravemente ferida na queda de um SCAN 30 do qual ela era passageira em 1949 - muitos dos ossos de seu rosto foram quebrados - e passou quase três anos em hospitais passando por 33 operações reconstrutivas. Para ocupar sua mente, ela estudou álgebra, trigonometria, aerodinâmica e outras matérias necessárias para obter a certificação de piloto avançado.
Ela ganhou uma licença de piloto militar em 1950 e então se qualificou como uma das primeiras pilotos de teste do sexo feminino. Ela foi uma das primeiras mulheres a quebrar a barreira do som e estabelecer cinco recordes mundiais de velocidade nas décadas de 1950 e 1960.
Em quatro ocasiões, ela recebeu o Troféu Harmon Internacional de um presidente americano em reconhecimento por suas façanhas na aviação. Certa vez, ela explicou sua paixão por voar, dizendo: 
"Sinto-me muito feliz quando estou voando. Talvez seja a sensação de poder, o prazer de dominar uma máquina tão bela quanto um cavalo puro-sangue. Misturado a essas alegrias básicas, há outra menos sentimento primitivo, de missão cumprida. Cada vez que ponho os pés em um campo de aviação, sinto com nova excitação que é aqui que pertenço."
A história de sua vida foi contada em sua autobiografia de 1970, I Live to Fly, publicada nas línguas francesa e inglesa.
Jacqueline e seu marido se divorciaram em 1967 e se casaram novamente em 1987. Eles tiveram dois filhos juntos, ambos meninos. Em 1983, ela se tornou membro fundador da Académie de l'air et de l'espace francesa.

## Registros
Jacqueline Auriol estabeleceu os seguintes recordes de velocidade:
- 12 de maio de 1951 - Auriol estabeleceu uma Fédération Aéronautique Internationale - (FAI) - velocidade média ratificada de 818,18 km/h voando um vampiro britânico em um circuito fechado de 100 km (62,1 milhas) na França de Istres, fora de Marselha, a Avignon e de volta para reclamar o recorde mundial de velocidade aérea feminina de sua detentora anterior, Jacqueline Cochran, dos Estados Unidos;
- 21 de dezembro de 1952 - Voando um Sud-Est Mistral (um desenvolvimento do Vampiro construído na França com um motor Hispano-Suiza Nene), Auriol quebrou seu próprio recorde mundial de velocidade de 1951 em um circuito fechado de 100 km voando a 855,92 km/h. O novo recorde foi estabelecido nos mesmos 100 km de percurso fechado de 1951, de Istres a Avignon e vice-versa;
- 31 de maio de 1955 - Voando em um Mystère IVN, Auriol quebrou o recorde de velocidade feminina anterior em um curso reto de 15/25 km anteriormente realizado por Jacqueline Cochrane com uma velocidade ratificada pela FAI de 1 151 km/h;
- 22 de junho de 1962 - Voando em um Dassault Mirage IIIC, Auriol atingiu uma velocidade média ratificada pela FAI de 1 850,2 km/h nos 100 km do circuito fechado em Istres, para recuperar o mundo feminino recorde de velocidade do ar nessa categoria de Jacqueline Cochran;
- 14 de junho de 1963 - voando um Dassault Mirage IIIR, Auriol atingiu uma velocidade média ratificada pela FAI de 2 038,70 km/h em um circuito fechado de 100 km (62,1 milhas) em Istres. Foi sua última tentativa de quebrar o recorde feminino de velocidade aérea nessa distância, e ela quebrou o recorde que Jacqueline Cochran havia estabelecido para a distância em maio de 1963.

Em 1 de junho de 1964, Cochran quebrou o recorde da Auriol em junho de 1963, alcançando uma velocidade média ratificada pela FAI de 2 097,27 km/h em um circuito fechado de 100 km em um Lockheed F- 104G Starfighter.

## Honras
- Ela foi premiada com quatro Troféus Harmon em 1951, 1952, 1953 e 1956.
- Ela foi nomeada Grande Oficial (Grande Oficial) da Légion d'honneur.
- Ela foi nomeada Grã -Cruz (Grã-Cruz) da Ordre National du Mérite em 1997.[5]
- Homenageado como águia em 1992.[6]
- Em 23 de junho de 2003, a França emitiu um selo postal de € 4,00 em sua homenagem.[7]